# Parlamentswahl in Südossetien 2009
Die Parlamentswahl in Südossetien 2009 fand am 31. Mai 2009 statt.
Sie war die erste Parlamentswahl nach der Anerkennung der Unabhängigkeit Südossetiens durch Russland (und Nicaragua). 88 Wahllokale wurden dazu geöffnet. Das südossetische Parlament besteht nach der Wahl aus 34 Abgeordneten. Für das Erreichen von Mandaten musste eine 7-%-Hürde überwunden werden.

## Kritik im Vorfeld
Beobachter warfen Präsident Eduard Kokoity und seiner Regierung bereits seit langem vor, demokratische Standards zu missachten und Oppositionelle zu unterdrücken. Es wurde befürchtet, dass nach der Wahl die Verfassung geändert werden könnte, um Kokoity eine dritte Amtszeit als Oberhaupt Südossetiens zu ermöglichen. Viele Regimekritiker gingen außer Landes, vor allem nach Russland, aber auch nach Georgien. Kokoitys Partei „Einheit“ wurde nach dem Vorbild der russischen Kremlpartei Einiges Russland gebildet. Die Regierung stellte sicher, dass kritische Kandidaten nicht an der Wahl teilnahmen. Durch einen Trick wurde so etwa die Volkspartei ausgebootet. Eine regimetreue Abspaltung der Partei reichte ebenfalls eine Wahlliste unter dem Namen „Volkspartei“ ein. Das Justizministerium musste entscheiden, welche Liste legitim wäre und entschied gegen die Liste der regimekritischen Kandidaten. Die Vorsitzende der Wahlkommission Bella Plijewa erklärte, dass das Justizministerium die von Kasimir Plijew geleitete Liste der Volkspartei zugelassen hätte. Ein weiterer Vorwurf war, dass die Wahllisten weit mehr Wähler enthielten, als wirklich vorhanden waren. Die schlechte politische und wirtschaftliche Lage in Südossetien sowie die Zerstörungen durch den Kaukasus-Konflikt 2008 bewegten viele Bewohner Südossetiens dazu, ihre Heimat zu verlassen, georgische Bewohner flohen oder wurden vertrieben. Die durch die Konflikte der letzten Jahrzehnte ohnehin reduzierte Bevölkerungszahl verringerte sich nochmals deutlich. Kritiker Kokoitys befürchteten, dessen Regierung könnte die Stimmen der abgewanderten Bevölkerung zur Wahlfälschung benutzen.

## Parteien
Vier Parteien waren zur Wahl zugelassen:
| Liste Nr. | Ossetisch                                        | Russisch                                                      | Deutsch                                                    | Vorsitzender         |
| --------- | ------------------------------------------------ | ------------------------------------------------------------- | ---------------------------------------------------------- | -------------------- |
| 1         | РХИ-ы Коммунистон парти RChI-y Kommuniston parti | Коммунистическая партия РЮО Kommunistitscheskaja partija RJuO | Kommunistische Partei der Republik Südossetien             | Stanislaw Kotschijew |
| 2         | ХИРПП "Иудзинад" ChIRPP "Iudsinad"               | ЮОРПП "Единство" JuORPP "Jedinstwo"                           | Politische Partei der Republik Südossetien "Einheit"       | Surab Kokojew        |
| 3         | РСП "Фыдыбæстæ" RSP "Fydybæstæ"                  | РСП "Фыдыбаста" RSP "Fydybasta"                               | Sozialistische Partei Südossetiens "Fydybæstæ (Vaterland)" | Wjatscheslaw Gobosow |
| 4         | РХИ-ы Адæмон парти RChI-y Adæmon parti           | Народная партия РЮО Narodnaja partija RJuO                    | Volkspartei der Republik Südossetien                       | Roman Kelechsajew    |

## Ergebnis
| Partei                | %      | Sitze  |
| --------------------- | ------ | ------ |
| „Einheit“             | 46,38  | 17     |
| Volkspartei           | 22,58  | 9      |
| Kommunistische Partei | 22,25  | 8      |
| „Fydybæstæ“           | 6,37   | -      |
| Wahlbeteiligung       | 81,9 % | 81,9 % |